# Coatlicue

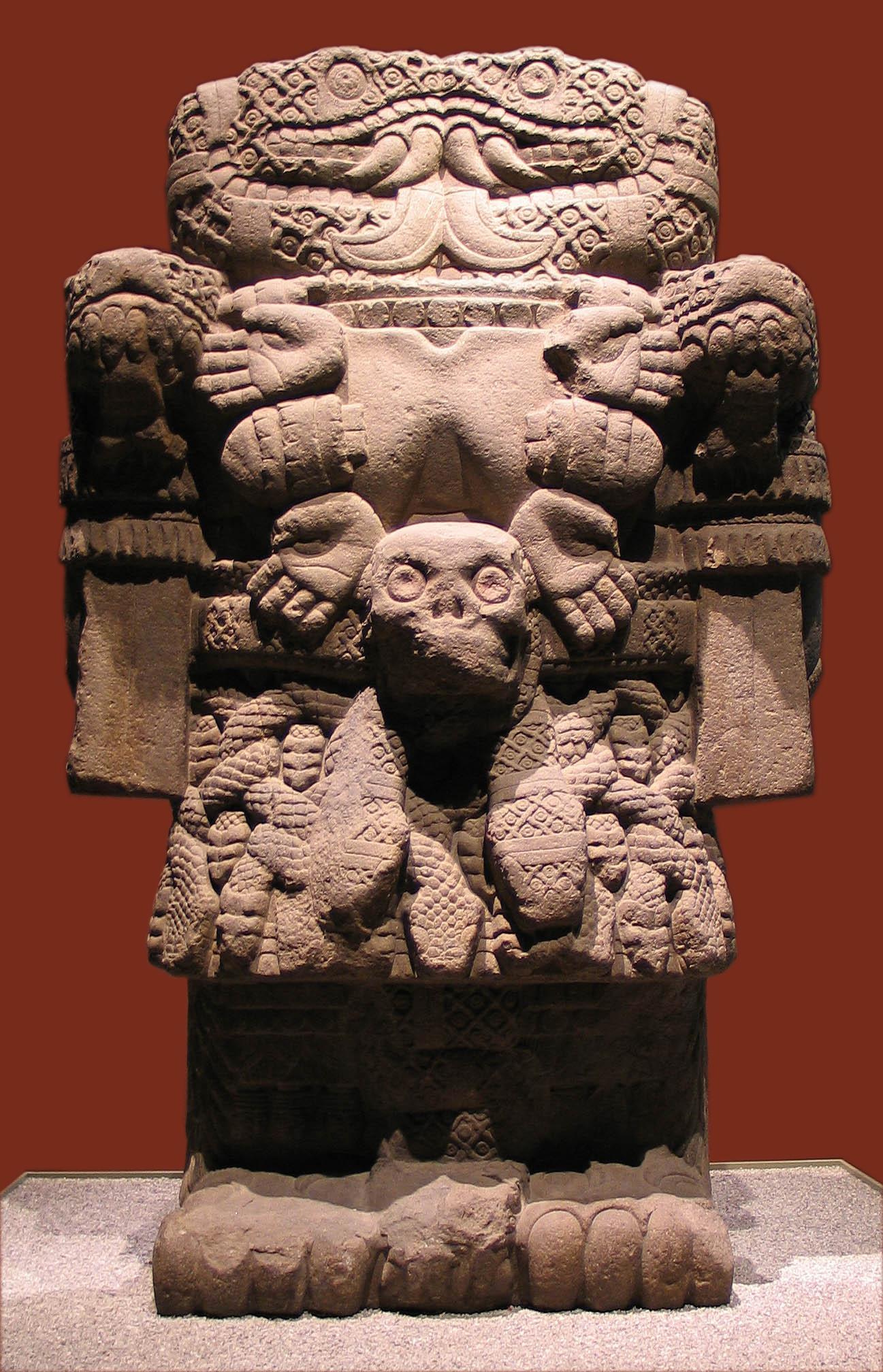
Statuia lui Coatlicue, Museo Nacional de Antropología, Mexico City

Coatlicue (cunoscută și sub numele de Teteoinan, Teteo Inan), Mama zeilor; (în limba nahuatl: Cōhuātlīcue, Tēteô Innan), este zeița aztecă care a dat naștere lunei, stelelor și lui Huitzilopochtli, zeul soare și al războiului. Ea este de asemenea cunoscută și ca Toci (Tocî, bunica noastra) sau Cihuacoatl (Cihuācōhuātl, doamna șarpe), patroana femeilor care mor la naștere.